# یواس‌اس داینامیک (ای‌ام-۹۱)
یواس‌اس داینامیک (ای‌ام-۹۱) (به انگلیسی: USS Dynamic (AM-91)) یک کشتی بود که طول آن ۱۷۳ فوت ۸ اینچ (۵۲٫۹۳ متر) بود. این کشتی در سال ۱۹۴۲ ساخته شد.